# Ливадија
Ливадија или Ливадеја (грч. Λιβαδειά) је управно средиште области или округа Беотија, периферије Средишња Грчка. То је и једно од најближих обласних седишта граду Атини (око 130 km) и близу најважнијег државног ауто-пута Атина-Солун.

## Положај
Подручје западно од града носи исто име у Османско доба — Ливадија (област).
Ливадија се налази у западном делу префектуре Беотије у долини на надморској висини од око 200 m испод велике планине, Парнаса, који се уздиже западно од града. Источно од града пружа се поље под ратарским културама.

## Становништво
Кретање становништва по пописима
| 1981.  | 1991.  | 2001.  | 2011.  |
| ------ | ------ | ------ | ------ |
| 18.885 | 19.295 | 20.061 | 22.193 |

Кретање броја становника у општини по пописима:
| 2001.  | 2011.  |
| ------ | ------ |
| 20,061 | 31.315 |